# Тридекабериллийсамарий
Тридекабериллийсамарий — бинарное неорганическое соединение
самария и бериллия
с формулой Be13Sm,
кристаллы.

## Получение
- Синтез из чистых веществ:

{\displaystyle {\mathsf {Sm+13Be\ {\xrightarrow {T}}\ SmBe_{13}}}}
- Восстановление оксида самария(III) лантаном с последующим взаимодействием паров самария с бериллиевой фольгой.

## Физические свойства
Тридекабериллийсамарий образует кристаллы
кубической сингонии, пространственная группа F m3c, параметры ячейки a = 1,0251÷1,0325 нм, Z = 8,
структура типа натрийтридекацинка NaZn13
.